# Carden-Loyd Mk VI tankette
Il Carden-Loyd Mk VI fu un tankette britannico concepito a metà degli anni venti e giunto a maturazione verso la fine del decennio. Entrato nei ranghi dell'esercito inglese come veicolo da ricognizione o trattore d'artiglieria, venne commercializzato dalla Vickers-Armstrongs che ottenne un discreto successo: il Mark VI fu venduto a una ventina di paesi e fu il capostipite di un'intera generazione di blindati leggeri, quali il giapponese Type 92 Jyū-Sokosha, il polacco TKS o l'italiano CV33.

## Storia
La prima guerra mondiale aveva portato sui campi di battaglia le prime macchine corazzate la cui portata in ambito tattico non venne subito compresa: solo verso la fine del conflitto alcune personalità in Francia e Regno Unito intuirono le grandi potenzialità di simili armi, dedicandosi a costruire una valida dottrina d'impiego. Ben presto il pensiero militare si scisse in due correnti: da una parte era diffusa l'idea che nelle battaglie future avrebbero spadroneggiato carri armati pesantemente corazzati e armati, mentre dall'altra era opinione comune vedere in piccoli blindati di economica fattura (tankette, diminutivo di "tank", cioè carro armato) dotati di mitragliatrice, un supporto individuale durante attacchi a linee difensive statiche, capaci inoltre di condurre ricognizioni a largo raggio. Quest'ultima visione, propugnata dal generale francese Jean Baptiste Eugène Estienne e da quello inglese John F.C. Fuller, era stata ripresa dal maggiore Giffard Le Quesne Martel, un membro del corpo dei Royal Engineers che riteneva risolutivi simili veicoli operati da un solo uomo.

### Sviluppo
Nel garage di casa a Camberley Martel iniziò a costruire un prototipo comprando le parti meccaniche con il suo denaro. La struttura portante fu realizzata in legno, caratterizzata da alte piastre laterali in acciaio a protezione del comparto di guida; l'assale proveniva da un camion della Ford, il motore era un Maxwell automobilistico e i cingoli vennero forniti dalla Roadless Traction & Co. Nel 1925 completò il lavoro: risultò un mezzo lungo 2,43 metri, alto 1,52 e largo 1,37 che raggiungeva i 32 km/h circa su strada e a stento superava i 9 km/h su terreni sconnessi. Martel lo presentò al War Office spiegando il concetto che stava alla base della sua creazione: il dipartimento si mostrò abbastanza interessato e contattò la Morris Commercial Motor per la fabbricazione di quattro veicoli di prova, che vennero denominati Morris-Martel. Non è chiaro se l'ordine era da completare entro la fine del 1925 oppure se la scadenza fosse più tarda, visto che il primo esemplare fu pronto nel 1926. L'anno successivo vennero richieste altre otto unità per formare con le precedenti un reparto sperimentale da collaudare. Le prove evidenziarono subito che un solo uomo non sarebbe stato in grado sia di pilotarlo sia di sparare con la mitragliatrice di bordo, un fattore che rese l'esercito ancor più tiepido nei confronti della nuova macchina: infatti non venne fatta nessuna ordinazione, ma solo un esemplare venne modificato imperniando una larga ruota al vano posteriore per agevolare la sterzatura.
Il maggiore si mise subito all'opera al fine di migliorare il piccolo carro, aiutato dalla Morris. Un singolo veicolo venne adattato per ospitare un equipaggio di due uomini ancorché ritenne una sagoma poco funzionale per operazioni belliche, lungo 2,77 metri, largo 1,43 metri e alto 1,70; il peso arrivava a 2.750 chili e l'armamento constava sempre di una mitragliatrice leggera. Il motore era stato cambiato con un Morris da 16 hp che però non influì sulle prestazioni velocistiche. Il treno di rotolamento rimase molto simile a prima: davanti fu posta la ruota motrice e quella di rinvio nel retro, coadiuvate da quattro piccole ruote portanti; inoltre venne aggiunta una quinta ruota di maggiori dimensioni, fissata a una corta barra posteriore. L'equipaggio di due uomini, dei quali uno addetto all'esclusivo impiego dell'arma, fu un indubbio passo in avanti ma ancora faceva difetto una vera affidabilità.
Nel 1927 una ditta britannica, la Crossley, venne a sapere di questi tentativi e attratta dalle possibilità economiche prese contatto con Martel, proponendo un nuovo disegno basato sull'idea di veicolo manovrato da un solo militare. La costruzione del prototipo fu conclusa l'anno stesso: il mezzo era lungo 3,04 metri, largo 1,50 metri con un'altezza di 1,66 ed era spinto da un Crossley erogante 14 hp; il peso era comunque diminuito a 1.800 chili consentendo di raggiungere i 30 km/h. Profondamente rivisto il treno di rotolamento, che era passato a una configurazione semicingolata secondo lo schema Citroën-Kegrésse, adottando inoltre cingoli gommati. La corazzatura misurava l'esiguo spessore di 10 mm. Questo ibrido conservava solo l'idea di fondo con il mezzo di Martel e poche caratteristiche nello scafo, ma come i precedenti non ebbe ulteriori sviluppi.
In contemporanea, attratta dalle possibilità sul mercato del nuovo veicolo, la Carden-Loyd Tractors Ltd condusse per proprio conto collaudi ed elaborò progetti che portarono alla fabbricazione di altri tankette monoposto, seguiti nel 1927 dal Mark IV, primo della serie ad avere due uomini di equipaggio. Da quest'ultimo derivò il Carden-Loyd Mark VI, che a dispetto del nome era il risultato degli sforzi congiunti della Carden e della Vickers-Armstrongs, che l'aveva comprata nel 1928: gli aspetti dell'evoluzione sono trattati nei paragrafi seguenti.

### Produzione

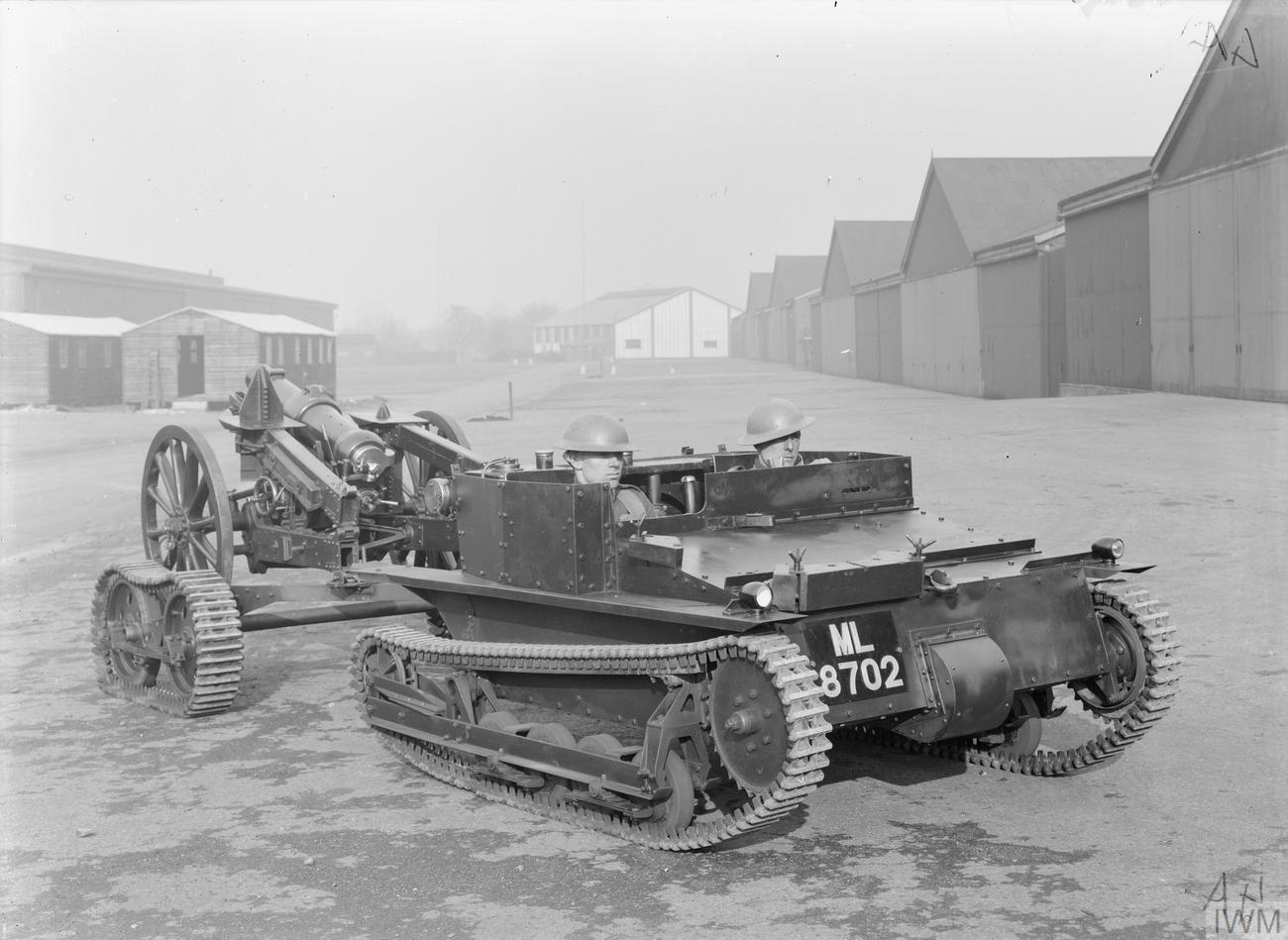
L'immagine dà l'idea delle ridotte dimensioni del tankette, qui equipaggiato con un rimorchietto

Riconosciuta la bontà del progetto, nel 1927 il War Office affidò alla Vickers-Armstrongs la fabbricazione in serie del Mk VI: entro il 1930 270 unità erano state consegnate all'esercito. Nel 1933 l'incarico passò alla Royal Ordnance Factory che continuò la costruzione fino al 1935, portando il totale a 450 esemplari.
Durante il ciclo produttivo la protezione per l'equipaggio fu più curata, giungendo a coprire del tutto il comparto di guida e combattimento: la prima variante chiusa era facilmente distinguibile da due piccole protuberanze esagonali sul tetto, che proteggevano le teste degli uomini. Le fu attribuita la sigla Mark VI A. Nel 1930 fu progettata un'ulteriore versione nell'ottica di salvaguardia dell'equipaggio: una sovrastruttura di forma trapezoidale formata da lastre saldate venne unita allo scafo, un poco accorciato e al treno di rotolamento vennero aggiunti due rulli tendicingolo. Questi veicoli vennero denominati Mark VI B e furono i meno costosi della serie, tanto che rappresentarono buona parte della produzione complessiva.

### Impiego operativo
L'esercito britannico immise in servizio 325 Mk VI di tutti e tre le versioni elaborate (348 secondo un'altra fonte) organizzandoli in piccole compagnie indipendenti intese per il rifornimento, lo spostamento di pezzo d'artiglieria, la ricognizione oppure come vettori per apparecchi fumogeni: era quindi escluso ogni utilizzo in combattimento.
La Vickers, intanto, era riuscita ad orchestrare una riuscita campagna promozionale in tutto il mondo e presentò il veicolo a diverse commissioni militari straniere tra il 1928 e il 1929; fu ottenuto un discreto successo grazie al ridotto costo singolo (pari a un terzo/un quarto di quello di un Renault FT) e all'unicità del mezzo che non aveva rivali nel dopoguerra. Il Mark VI delle tre varianti venne acquistato in piccole quantità da sedici nazioni spesso con relativa licenza e in alcuni casi fu studiato per trarne nuovi mezzi da usare attivamente in battaglia: diffuse perciò un fallace senso di potenza e illuse alcuni Stati circa le proprie capacità belliche effettive, che si resero conto dell'errore solo quando la seconda guerra mondiale aveva già fatto giustizia del concetto di tankette.
I paesi che comprarono soltanto il veicolo, magari con qualche modifica da loro richiesta, erano spesso dotati di eserciti limitati o cercavano di istituire una propria forza corazzata a costi contenuti: il Belgio ne acquistò sei nel 1929, i Paesi Bassi cinque della versione A e la Bolivia solo due del modello B. Durante il 1935 la Thailandia ordinò un lotto di trenta Mk VI A, seguito da un altro comprendente trenta Mk VI B. Altre nazioni che ebbero il Mk VI furono il Cile, la Finlandia e la Grecia. Il dominion del Canada, l'India e il Portogallo lo fabbricarono anche su licenza.
Il battesimo del fuoco si verificò durante la guerra del Chaco scoppiata nel 1932 tra il Paraguay e la Bolivia: quest'ultima lanciò a luglio del 1933 un attacco a Fort Narawa appoggiato dagli unici due Mk VI B disponibili e diversi Vickers Mk E mod. A. La battaglia, nota come "la Verdun del Sud America", si concluse con la sconfitta dell'esercito boliviano capitanato dal veterano della prima guerra mondiale Hans Kundt. Il Giappone schierò i quattro esemplari della marina imperiale nella battaglia di Shanghai del 1937.
Il 10 maggio 1940 la Germania dette inizio alla campagna di Francia, dove si trovava anche il British Expeditionary Force con circa 200 esemplari di Carden-Loyd: i britannici li utilizzarono in prima linea lungo la Dyle e a Namur a causa della scarsità di carri armati, ovviamente con risultati disastrosi. Il Belgio schierò i suoi sei Mk VI trasformati in cacciacarri grazie all'installazione di uno scudo frontale con un cannone FRC da 47 mm: essi furono impiegati il 10 maggio stesso da due Règiments Ciclystes Frontière che tesero un'imboscata a una colonna avversaria sulla Mosa, tra Vivegnis e Lixhe. Dopo l'evacuazione di Dunkerque quasi tutti furono abbandonati e quelli rimasti in Gran Bretagna vennero mobilitati per respingere la temuta invasione tedesca, mai realizzatasi. I Carden-Loyd parteciparono anche alla guerra franco-thailandese inquadrati nell'esercito regio del paese asiatico, ma dettero prova di misere prestazioni e molti furono distrutti dall'artiglieria oppure dagli FT francesi. Lo stesso destino subirono i veicoli acquistati dalla Grecia, che in mancanza di meglio fu costretta ad adoperarli come carri armati quando venne attaccata nella primavera 1941.

## Versioni

### Preserie
Nel 1925 la Carden-Loyd Tractors Ltd, un'azienda fondata dall'ingegnere autodidatta Sir John Carden in società con Vivian Loyd, vide nel concetto di tankette grandi possibilità e incaricò una squadra tecnica di concepire un mezzo simile: esso fu completato lo stesso anno a Kensington prendendo spunto dalle idee di Martel ma apportando modifiche ove ritenuto necessario; fu comunque mantenuta una cabina a posto singolo. Dopo averlo visionato il War Office volle che si costruisse un secondo carro a scopo valutativo.

#### Carden-Loyd Mark I e I* (Star)
Poiché i due modelli sperimentali erano stati apprezzati, la Carden-Loyd consegnò un altro veicolo similare chiamato Mark I, il quale dette prova di basse prestazioni e lamentò una forte usura dei sottili cingoli. Nella successiva versione, detta Mark I*, si cercò di eliminare queste debolezze: il motore fu sostituito da un Ford T erogante 16 hp e il peso fu ulteriormente ridotto a 1.600 chili. Il problema di mobilità venne risolto aggiungendo pneumatici, i quali permettevano di raggiungere una velocità massima di quasi 50 km/h, calata a 24 km/h circa se la marcia avveniva su cingoli. Il treno di rotolamento vero e proprio era composto da quattordici piccole ruote portanti in acciaio. Il Mark I* misurava 3,16 metri in lunghezza, era largo 1,37 metri e alto 1,47. Armamento e protezioni erano uguali ai veicoli di Martel o a essi ispirati.

#### Carden-Loyd Mark II e III
Questa variante era essenzialmente identica alle due precedenti ma rimpiazzava le ruote in acciaio con quattro ruote gommate di maggior diametro e cingoli più robusti: fu collaudata nel 1927 a Bovington. Altri interventi al treno di rotolamento dettero vita al Mark III, per il resto molto simile al Mark II; i cambiamenti però non si dimostrarono decisivi. In realtà lo stesso concetto di carro condotto da un solo uomo era in crisi e ostacolava la creazione di veicoli meglio armati o più ergonomici.

#### Carden-Loyd Mark IV
Si rese perciò necessario progettare un mezzo con spazio sufficiente per due persone, una corazza effettiva e una dotazione offensiva adeguata: il prototipo designato Carden-Loyd two men tankette fu pronto nel 1926 e presentava una forte somiglianza con i primi modelli. Non gli fu assegnato nessun identificativo Mark.
Tale modello fu presto rimaneggiato sfociando in un veicolo con sospensioni modificate cui vennero aggiunti cinque rulli tendicingolo. Pesante 1.600 chili era notevolmente più largo e quindi stabile, spinto oltretutto da un apparato motore potenziato. La corazzatura rimase con spessori compresi tra i 6 e i 9 mm ma la mitragliatrice originale, una Vickers da 7,7 mm, poteva essere sostituita da una omonima in calibro 12,7 mm: la postazione del mitragliere con scudo era sul lato destro del minuscolo scafo; a sinistra sedeva il guidatore. Davanti al comparto per l'equipaggio, lasciato a cielo aperto per risparmiare peso e consentire una visuale completa, era installato il motore Ford con il serbatoio, e nel retro fu ricavato un po' di spazio per munizioni e parti di ricambio. Furono costruiti otto esemplari per condurre varie prove.

#### Carden-Loyd Mark V
Questa curiosa variante con equipaggio di due elementi poteva viaggiare su cingoli ma era stata equipaggiata con un'architettura a triciclo. Lunga 2,76 metri e larga 1,90 circa con un'altezza di 1,10 metri, pesava soltanto 1.130 chili e montava un Ford T da 22,5 hp, capace di spingerlo a 50 km/h circa se viaggiava su ruote, mentre la velocità massima raggiungibile con i cingoli era pari a poco più di 35 km/h. L'arma di bordo tornò a essere una mitragliatrice da 7,7 mm e le protezioni non subirono incrementi. Nel 1927 furono ordinati otto esemplari in contemporanea al lotto di tankette Martel richiesti alla Morris, dopo i quali non vennero più fatte ordinazioni.

### Modello prodotto in serie

#### Carden-Loyd Mark VI
Tra il 1927 e il 1928 l'importante industria Vickers-Armstrongs venne a conoscenza degli investimenti fatti dalla Carden-Loyd nel campo delle tankette, la cui idea era ormai nota nell'ambiente. Nel 1928 la Vickers comprò l'azienda di Carden per una somma generosa, nominandolo inoltre direttore tecnico: dalla collaborazione nacque il veicolo più riuscito della serie, il Mark VI. Il motore Ford Model T fu scambiato con un omonimo a 4 cilindri erogante 40 hp ma per il resto manteneva l'impostazione dei primi modelli con equipaggio di due uomini e uguale corazzatura, con il supporto della mitragliatrice adatto a ospitare una Vickers da 7,7 mm oppure da 12,7 mm. Le quattro ruote portanti, accoppiate mediante due carrelli articolati con piccole sospensioni a balestra, erano fissate a una struttura a trave inchiavardata al fianco dello scafo; in fondo era imperniata la ruota di rinvio e solo quella motrice era collegata al telaio. Questo mezzo da circa 1,5 tonnellate non avrebbe potuto sostenere un conflitto a fuoco con successo, dunque venne considerato come una piattaforma mobile per spostare dove serviva le armi di cui disponeva: compito che poteva ben ricoprire grazie all'autonomia di quasi 150 chilometri e una velocità massima di 40 km/h, registrata su strada oppure su terreno piano ed erboso (45 km/h secondo un'altra fonte).
Furono anche costruiti alcuni tipi di rimorchio cingolato per fare del Mark VI un piccolo trattore d'artiglieria con la possibilità di trainare cannoni Oerlikon da 20 mm, obici da 37 mm o anche mortai Stokes da 81 mm. Il modello GS era invece specifico per il trasporto di munizioni.

### Varianti
Dal Carden-Loyd Mk VI si generò una serie di corazzati leggeri prodotti esclusivamente dalle nazioni acquirenti; il Regno Unito non trasse mai, infatti, dei veicoli offensivi dal tankette. La Cecoslovacchia sviluppò il Tančík vz. 33 e il MU-4; la Francia ne estrapolò la riuscita chenillette Renault UE nel 1931; il Giappone imperiale vi basò i suoi Type 92 Jyū-Sokosha e il Type 94 TK; il Regno d'Italia lo usò per progettare il CV33 e il CV35; la Polonia modificò alcuni esemplari e iniziò la produzione della serie nazionale dei TK-3 e TKS; l'Unione Sovietica, infine, lo produsse come T-27 dopo aver apportato cambiamenti vari alla struttura originale.
Il Belgio acquistò sei Mark VI e condusse sperimentazioni armandone due in funzione cacciacarri: il mezzo equipaggiato con un cannone d'accompagnamento a bassa velocità 76 mm FRC fu scartato (sottopotenziato, troppo instabile, rinculo eccessivo) e anche l'altro, dotato di un cannone FRC Mle 1931 da 47 mm, non convinse del tutto. L'esperienza si rivelò comunque utile per la progettazione del cacciacarri T-13 a partire da un trattore d'artiglieria della Vickers.

## Altri utilizzatori
- Cecoslovacchia: comprò tre esemplari assieme a una licenza.[6]
- Francia: comprò un esemplare con licenza.[5]
- Germania: ordinò in segreto due Carden-Loyd dall'URSS nel 1932, traendone in parte ispirazione per completare i progetti del Panzer I.[11]
- Impero giapponese: nel 1930 l'esercito giapponese importò due Mk VI B dotati di un Ford da 22,5 hp. In seguito la marina imperiale ne comprò altri quattro cui dette la designazione Type KA.[4][7]
- Italia: nel 1929 comprò quattro esemplari con una licenza, fino al 1930 ne costruì ventuno con la designazione CV29 armandoli con la mitragliatrice Fiat Mod. 14 tipo Aviazione.[6]
- Polonia: ordinò un singolo Mk VI senza coperture nella primavera del 1929, subito seguito da altri dieci esemplari arrivati ad agosto.[6]
- [[File:

Flag of the Soviet Union (1936 – 1955).svg|class=noviewer|
Unione Sovietica (bandiera)|border|20x16px]] Unione Sovietica: comprò diversi mezzi nel 1930 con licenza, fabbricandone una certa quantità nell'anno successivo.